# 道德勸說

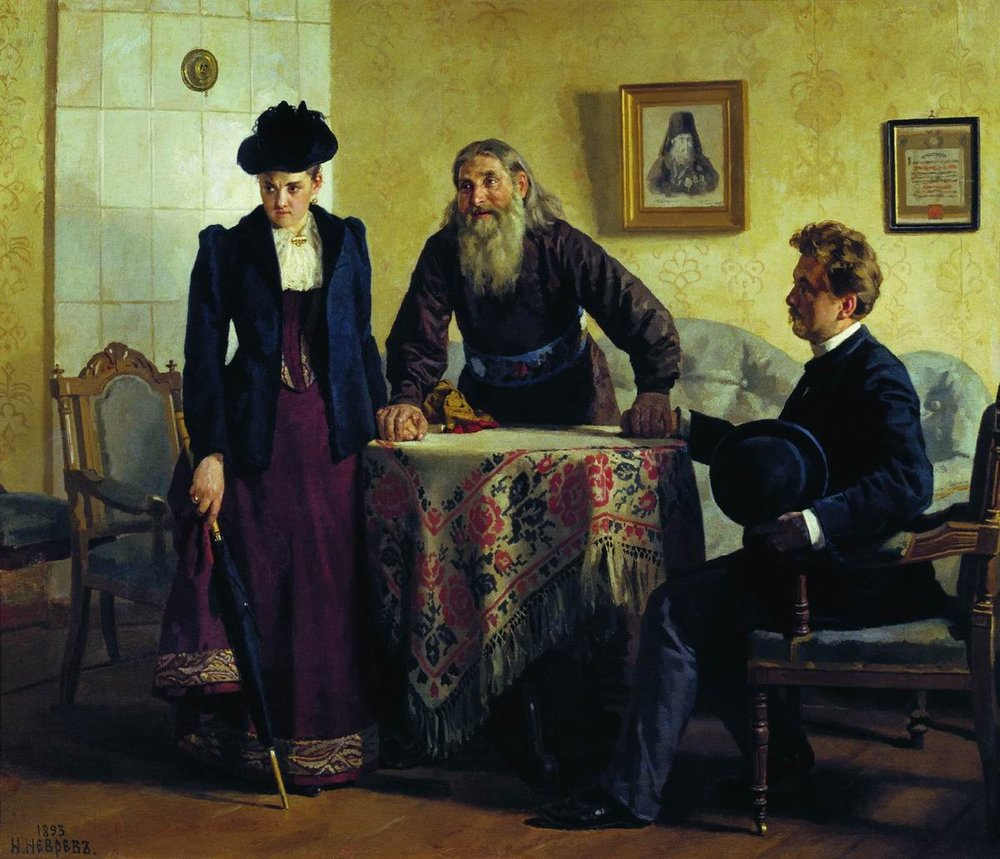
Moral Suasion, by Nikolai Nevrev (1893).

道德勸說是指藉由訴諸道德以達到影響或改變行為的目的。
道德勸說分成兩種：
- 單純道德勸說：是一種訴求利他行為展現[1]。
- 不單純的道德勸說：藉由當局明示或暗示的威脅來利誘當事人，使得當事人作出符合當局期望的的決定。[1]

## 文獻
1. 1 2  Romans, J.T. . The American Economic Review. December 1996, 56 (5): 1220–1226.